# Gana-sangha
Een gana (Sanskriet: गण, IAST en Pali: gaṇa, stam), sangha (Sanskriet: संघ, IAST: saṃgha, Pali: saṅgha, gemeenschap) of gana-sangha was een tribale oligarchie in de late vedische tijd. Ze worden ook wel voorgesteld als aristocratische republiekjes, maar dit is wat misleidend, aangezien slechts een kleine groep de macht uitoefende.:261 In vroege studies werd het democratische aspect van de staatjes wel overdreven door Indische historici. Dit was echter een periode waarin nationalistische geschiedschrijving en het hindoenationalisme in India sterk opkwam en het was ook een reactie op westerse historici die de staatjes eerder als despotisch hadden afgeschilderd.:266 Beschuldigingen van oriëntaals despotisme werden met enig opportunisme al sinds de oude Grieken geuit.
De bestuursvorm wordt genoemd in de Ashtadhyayi van Panini en boeddhistische geschriften als de Majjhima Nikaya en het staatkundige Arthashastra van Kautilya besteedt een hoofdstuk aan de omgang met deze bestuursvorm, maar deze werken geven een verschillende betekenis.

## Punjab
Panini noemde in zijn Ashtadhyayi drie betekenissen van sangha:
- veelheid, bijvoorbeeld een menigte mensen
- nikaya, een corporatief lichaam zonder hiërarchie zoals voorkomt bij een religieuze broederschap
- de politieke vorm van nikaya die gelijk is aan gana.

Hoewel de politieke vorm gelijk zou moeten zijn aan de religieuze vorm, berustte de macht hier veelal bij enkele kshatriya-families, de heersers- en krijgerskaste. Het hoofd van elke familie (kula) was een raja.
Panini zag verschillende vormen van sangha's als ayudhajivi, zij die onder de wapenen leven. Het waren deze strijdersvolken die de meeste weerstand boden tegen de Indische campagne van Alexander de Grote:
- die in Vahika in de Punjab. Hiertoe behoorden onder meer de Yaudheya, Madra, Kshudraka en Malliërs
- de Parvatiya, bergbewoners in Parvata (bergachtig gebied, Hindoekoesj)
- de Puga, westelijk van de Indus, minder goed georganiseerd onder leiding van een gramani
- de Vratya (onorthodox en onrein), slecht georganiseerd onder leiding van een gramani

De Punjab was het oorspronkelijke Aryavarta of land van de Indo-Ariërs en in de vroege vedische tijd het centrum van de vedische cultuur. Naarmate de Indo-Ariërs oostelijker richting de Gangesvlakte trokken, was het westelijke gebied onderhevig aan migraties en invallen van buiten en werd in toenemende mate als onrein beschouwd. De oostelijkere Indo-Ariërs keken dan ook wel neer op de westelijke volken in de Punjab, die gezien werden als bahika of buitenstaanders. Het lijkt erop dat de sangha's in de Punjab zich ten tijde van Panini op hun hoogtepunt bevonden. De Griekse invallen legden hun politieke zwakheden bloot, waarna er verbonden zouden zijn gesloten. De opkomst van de Mauryadynastie versnelde dit, wat terug is te vinden in de latere Arthashastra.

## Oosten
De sangha's van Panini waren geen staatjes, wat wel gold voor de latere oostelijk gelegen sangha's die grotere bekendheid hebben gekregen, vooral uit boeddhistische en jaïnische geschriften. Wel hadden ze nog meer kenmerken van de tribale samenleving uit de vroege vedische tijd dan de mahajanapada's in het kerngebied in de Gangesvlakte die een meer monarchistische vorm kenden. De arianisering was in het randgebied aan de voet van de Himalaya dichtbij het huidige Nepal minder ver gevorderd en naast de Indo-Ariërs woonden hier de inheemse Munda en wat Tibeto-Birmanen. Dit betrof kleinere janapada's zoals Koliya en de Shakya waarin Gautama Boeddha geboren werd, maar ook grotere mahajanapada's als Vajji (Vriji) en Malla.
Waar een deel van de gana's zo gegroeid waren uit eerdere tribale vormen, waren andere zo gevormd uit monarchieën waar macht in handen kwam van een of meerdere clans, zoals Videha, Kuru en mogelijk Panchala. In Shakya en Koliya was er een enkele clan aan de macht, terwijl in gana's als Vajji en Yadava een verbond van meerdere clans vormden. De macht lag in handen van de hoofden van de belangrijkste kshatriya-families. Dezen vormden een raad die bijeenkwamen in de raadszaal of santhagara onder leiding van een ganapati, ganajyestha, ganaraj of sanghamukya, terwijl de dagelijkse leiding bij een kleine groep lag. Naast deze kshatriya zullen de brahmana's of priesters minder macht hebben gehad dan in de brahmaanse koninkrijken.
Bij de Licchhavi's werd de dagelijkse leiding uitgeoefend door een raad van negen man, terwijl er volgens de Chullakalinga Jataka 7707 raja's en volgens de Mahavastu zelfs 168.000. Hoewel deze aantallen niet waarschijnlijk zijn, zal het een grote groep zijn geweest. Hoewel de Licchhavi's een sterk leger hadden, zullen ze waarschijnlijk geen staand leger hebben gehad zoals enkele machtige koninkrijken.
Enkele van deze sangha's waren:
- Vajji met als hoofdstad Vaishali. De Licchhavi's maakten onderdeel uit van deze sangha
- Malla met als hoofdstad Kushinagar
- Shakya, met als hoofdstad Kapilavastu, geboorteplaats van de Boeddha, claimden afkomst van Ikshvaku en daarmee tot de zonnedynastie te behoren
- Koliya, met als hoofdstad Devadaha, geboorteplaats van de moeder van de Boeddha, en Ramagrama
- Buli, met als hoofdstad Alakappa
- Kalama, met als hoofdstad Kesaputta
- Moriya, met als hoofdstad Pipphalivana
- Bhagga, met als hoofdstad Sumsumara

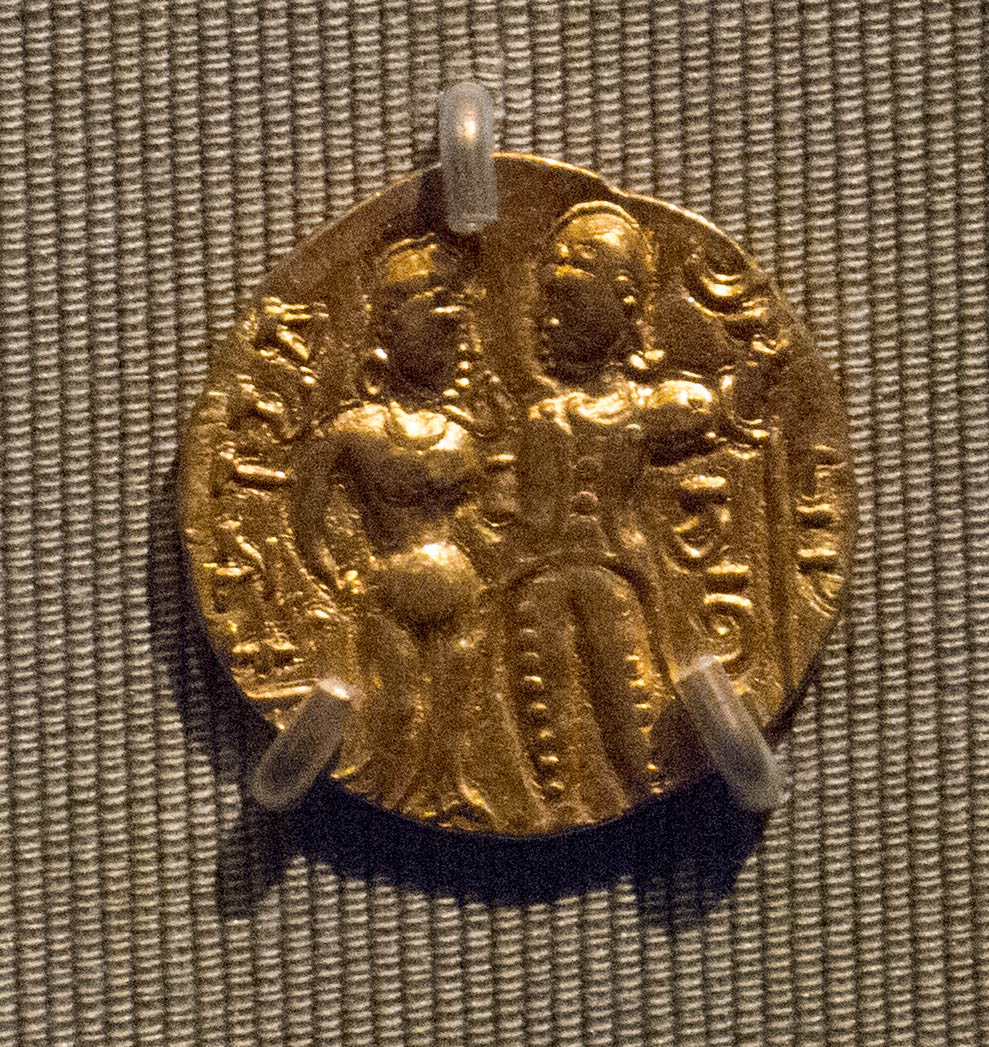
Een gouden munt met Chandragupta I en Kumaradevi

Volgens de Arthashastra waren de sangha's onverslaanbaar en moesten bevriende sangha's gepaaid worden met gelijke behandeling en giften en moest bij vijandige sangha's verdeeldheid gezaaid worden zodat de meest vijandige elementen daarbinnen geïsoleerd raken. De sangha's bleven echter lange tijd belangrijke en bewonderde machten, zoals blijkt uit het huwelijk van Chandragupta I met de Licchhavi-prinses Kumaradevi. Hun zoon Samudragupta was een belangrijk veroveraar en breidde het Guptarijk uit ten koste van veel sangha's.